# Шамс ад-дін Музаффар-шах
Шамс ад-дін Музаффар-шах (перс. شمس الدین مظفر شاه, бенг. দ্বিতীয় মাহমুদ শাহ; д/н —1494) — султан Бенгалії у 1490—1494 роках. Повне ім'я Шамс ад-Дун'я ва ад-дін Абу ан-Наср Музаффар-шах.

## Життєпис
Походив з впливового роду сановників з хабші (абіссинських рабів). Замолоду звався Сіді Бадр, але власне кар'єра є дискусійна. 1490 року зумів вбити регента Хабаш-хана, а потім повалив султана Махмуд-шаха II, захопивши владу. Прийняв ім'я Шамс ад-дін Музаффар-шах і титул ас-султан азам аль-аділ аль-баділь аль-фазіль ґавт аль-іслам ва аль-муслімін (Великий, справедливий, благочестивий, великодушний султан, помічник ісламу та мусульман).
Намагався маневрувати між тюрками і хабші. Для цього створив нове військо у 30 тис. вояків, з яким 2 тис. афганців і 5 тис. хабші. У військовій кампанії 1492—1493 років завдав поразки Ніламбару, магараджи Камати, який знову визнав владу султанату.
1494 року Шамс ад-дін Музаффар-шаха було повалено власним візиром Саїдом Хусейном, який захопив владу.

## Будівництво
Продовжив політику попередника щодо зведення численних мечетей. Побудував мечеть у Гангарампурі, буля до дарґи (гробниці) Махдума Мавлана Ата. 30 грудня 1492 року валі Хуршид-хан заснував соборну мечеть поблизу Навабганджа на березі річки Махананда. 2 липня 1493 року побудував будівлю поблизу дарги Нур-Кутб Алам у м. Пандуа.